# Marikenstraat

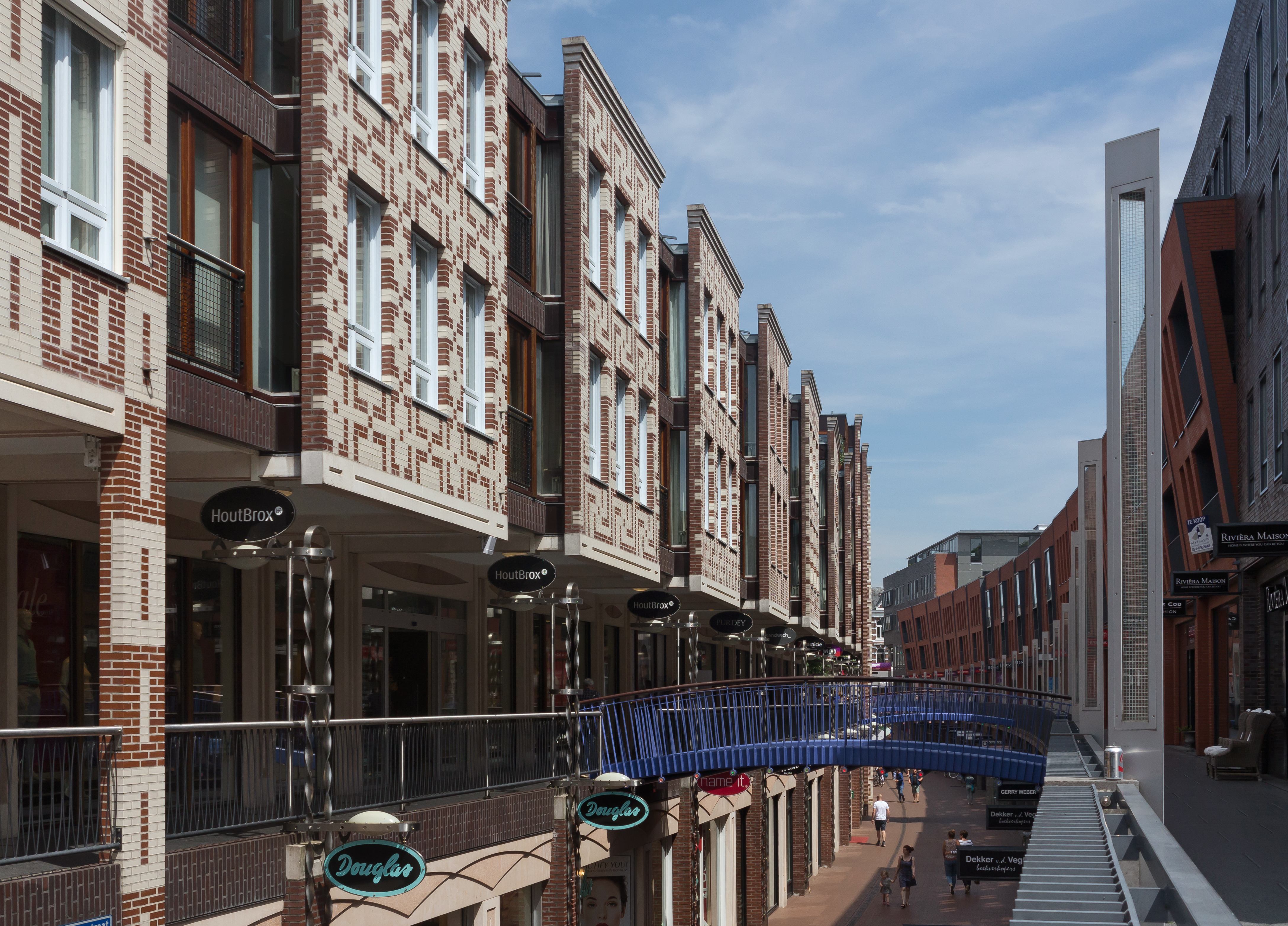
Nijmegen, straatzicht de Marikenstraat

De Marikenstraat is een weg in het stadscentrum van de Nederlandse stad Nijmegen en loopt van de Burchtstraat naar het Arsenaal (Mariënburgsestraat). De Marikenstraat is een van de belangrijkste winkelstraten in het centrum.

## Geschiedenis
De straat werd tussen 1998 en medio 2000 aangelegd, naar een ontwerp van stedenbouwkundigarchitectenbureau Sjoerd Soeters. Er werden twee niveaus gecreëerd met daarboven woningen. De rechterzijde vanaf de Burchtstraat gezien werd ontworpen door Joris Molenaar waarbij de gevels van de woningen verschillen in baksteendecoratie. 
De bebouwing is op het bovenste niveau ter hoogte van het stadhuis onderbroken door het Raadhuishof met het monument 'De Schommel' van Henk Visch. Dit is ter herinnering aan het bombardement op de Nijmeegse binnenstad van 22 februari 1944.
De linkerzijde is ontworpen door Vera Yanovshtchinsky met in de in een lichte bocht lopende straat steeds verder naar voren hellende gevels. De Marikenstraat werd op 15 september 2000 officieel geopend.
In het verlengde van de Marikenstraat werd een doorgang gemaakt in het Arsenaal en daarachter werd de Moenenstraat aangelegd. Zodoende kon het winkelend publiek voortaan in een vierkant lopen. 
De straat is op 15 december 1999 na een raadpleging onder 600 inwoners en in tegenspraak met de commissie straatnaamgeving die voor Raadhuisstraat was, door de gemeente vernoemd naar Mariken van Nieumeghen.